# Molnár Zoltán (labdarúgó, 1973)
Molnár Zoltán (Budapest, 1973. november 4. –) magyar labdarúgó.

## Pályafutása
Újpesten lett élvonalbeli labdarúgó, majd a BVSC érintésével került az MTK-hoz. A Hungária körúton hamar alapemberré vált és két bajnoki címet és két Magyar Kupát nyert. A sikerek után követte edzőjét Egervári Sándort Dunaújvárosba, ahol újfent bajnoki címet ünnepelhetett. 2002-ben visszatért az MTK-hoz, ahol újfent bajnok lett.  2004 és 2006 között a Vasast erősítette, majd megfordult Paskon is, ahol fontos szerepet játszott abban, hogy csapata bennmaradt az élvonalban. Ezután megfordult a második ligás Szolnokban és Veszprémben is.  Jelenleg is aktívan futballozik a hetedosztályban. 

## Sikerei, díjai
- Magyar bajnokság
  - bajnok: 1996–97, 1998–99, 1999–00, 2002–03
  - 2.: 1994–95, 1995–96, 2000–01

## Statisztika

### Mérkőzései a válogatottban
| Magyarország | Magyarország     | Magyarország               | Magyarország | Magyarország | Magyarország | Magyarország       | Magyarország | Magyarország |
| #            | Dátum            | Helyszín                   | Hazai        | Eredmény     | Vendég       | Kiírás             | Gólok        | Esemény      |
| ------------ | ---------------- | -------------------------- | ------------ | ------------ | ------------ | ------------------ | ------------ | ------------ |
|              | 1996. július 21. | Orlando, Citrus Bowl (USA) | Nigéria      | 1 – 0        | Magyarország | olimpiai D csoport | -            |              |
|              | 1996. július 23. | Miami, Orange Bowl (USA)   | Brazília     | 3 – 1        | Magyarország | olimpiai D csoport | -            |              |
|              | 1996. július 25. | Orlando, Citrus Bowl (USA) | Japán        | 3 – 2        | Magyarország | olimpiai D csoport | -            | 38'          |
|              | Összesen         |                            |              | 0            | mérkőzés     |                    | 0            | gól          |